# Piero Pombia
Piero Pombia (Trecate, 23 maggio 1924 – Trecate, 25 settembre 1998) è stato un calciatore italiano, di ruolo ala e terzino del Novara Calcio dal 1942 al 1958.
Nella sua carriera ha vinto un campionato di Serie B e nelle sue 358 presenze con il Novara Calcio ha ottenuto 38 reti.

## Carriera
Pietro Pombia, è stato un'Ala, giocò nelle giovanili del Trecate, sua città natale, qui inizia il suo percorso calcistico all'età di 7 anni e in seguito arriva al Novara all'età di 18 anni. Gioca ben 16 anni per gli azzurri, prima di appendere gli scarpini al chiodo,completa 8 stagioni in Serie A con il Novara ad altissimo livello. 
Nel 1958 dice addio al Novara e al calcio.

## Palmarès
- Campionato italiano di Serie B: 1

Novara: 1947-1948